# Atletik under sommer-OL 2020
Atletik ved sommer-OL 2020 bliver afholdt i perioden 31. juli – 9. august. Alle de traditionelle stadionkonkurrencer bliver afholdt på Tokyo Olympic Stadium, som er disse leges olympiske stadion. Dette stadion ligger centralt i Heritage zonen.

## Konkurrencerne
Kapgangskonkurrencerne bliver ikke startet og sluttet på det olympiske stadion, som man ofte har set, men bliver derimod afviklet i den smukke Imperial Palace Garden. Maratonkonkurrencerne bliver både startet og sluttet på Tokyo Olympic Stadium, som det ofte er set. Men denne gang byder ruten på en kraftig stigning de sidste 3 kilometer. Selve maratonruten går gennem Tokyo by, og ruten er lagt på en sådan måde, at alle de ikoniske steder vil være indenfor tv-kameraernes rækkevidde.

## Tidsplan
| K | Kvalifikation | H | Heat | ½ | Semifinaler | F | Finaler |

| Måned →               | Juli   | Juli   | August | August | August | August | August | August | August | August | August | August | August | August | August | August | August | August | August | August |
| Dato →                | Fre 31 | Fre 31 | Lør 1  | Lør 1  | Søn 2  | Søn 2  | Man 3  | Man 3  | Tir 4  | Tir 4  | Ons 5  | Ons 5  | Tor 6  | Tor 6  | Fre 7  | Fre 7  | Lør 8  | Lør 8  | Søn 9  | Søn 9  |
| Konkurrence ↓         | F      | A      | F      | A      | F      | A      | F      | A      | F      | A      | F      | A      | F      | A      | F      | A      | F      | A      | F      | A      |
| --------------------- | ------ | ------ | ------ | ------ | ------ | ------ | ------ | ------ | ------ | ------ | ------ | ------ | ------ | ------ | ------ | ------ | ------ | ------ | ------ | ------ |
| 4×400 meter stafetløb |        | H      |        | F      |        |        |        |        |        |        |        |        |        |        |        |        |        |        |        |        |

| Måned →                    | Juli   | Juli   | August | August | August | August | August | August | August | August | August | August | August | August | August | August | August | August | August | August |
| Dato →                     | Fre 31 | Fre 31 | Lør 1  | Lør 1  | Søn 2  | Søn 2  | Man 3  | Man 3  | Tir 4  | Tir 4  | Ons 5  | Ons 5  | Tor 6  | Tor 6  | Fre 7  | Fre 7  | Lør 8  | Lør 8  | Søn 9  | Søn 9  |
| Konkurrence ↓              | F      | A      | F      | A      | F      | A      | F      | A      | F      | A      | F      | A      | F      | A      | F      | A      | F      | A      | F      | A      |
| -------------------------- | ------ | ------ | ------ | ------ | ------ | ------ | ------ | ------ | ------ | ------ | ------ | ------ | ------ | ------ | ------ | ------ | ------ | ------ | ------ | ------ |
| 100 meter løb              |        |        | K      | H      | ½      | F      |        |        |        |        |        |        |        |        |        |        |        |        |        |        |
| 200 meter løb              |        |        |        |        |        |        |        |        | H      | ½      |        | F      |        |        |        |        |        |        |        |        |
| 400 meter løb              |        |        |        |        | H      |        |        | ½      |        |        |        |        |        | F      |        |        |        |        |        |        |
| 800 meter løb              |        |        | H      |        |        | ½      |        |        |        |        |        | F      |        |        |        |        |        |        |        |        |
| 1500 meter løb             |        |        |        |        |        |        |        |        | H      |        |        |        |        | ½      |        |        |        | F      |        |        |
| 5000 meter løb             |        |        |        |        |        |        |        |        |        | H      |        |        |        |        |        | F      |        |        |        |        |
| 10000 meter løb            |        | F      |        |        |        |        |        |        |        |        |        |        |        |        |        |        |        |        |        |        |
| 110 meter hækkeløb         |        |        |        |        |        |        |        |        |        | K      | ½      |        | F      |        |        |        |        |        |        |        |
| 400 meter hækkeløb         | H      |        |        |        |        | ½      |        |        | F      |        |        |        |        |        |        |        |        |        |        |        |
| 3000 meter forhindringsløb | H      |        |        |        |        |        |        | F      |        |        |        |        |        |        |        |        |        |        |        |        |
| 4×100 meter stafetløb      |        |        |        |        |        |        |        |        |        |        |        |        | H      |        |        | F      |        |        |        |        |
| 4×400 meter stafetløb      |        |        |        |        |        |        |        |        |        |        |        |        |        |        |        | H      |        | F      |        |        |
| Maraton                    |        |        |        |        |        |        |        |        |        |        |        |        |        |        |        |        |        |        | F      |        |
| 20 kilometer kapgang       | F      |        |        |        |        |        |        |        |        |        |        |        |        |        |        |        |        |        |        |        |
| 50 kilometer kapgang       |        |        |        |        |        |        |        |        |        |        |        |        |        |        |        |        | F      |        |        |        |
| Længdespring               |        |        |        | K      |        |        | F      |        |        |        |        |        |        |        |        |        |        |        |        |        |
| Trespring                  |        |        |        |        |        |        |        |        | K      |        |        |        | F      |        |        |        |        |        |        |        |
| Højdespring                | K      |        |        |        |        | F      |        |        |        |        |        |        |        |        |        |        |        |        |        |        |
| Stangspring                |        |        | K      |        |        |        |        |        |        | F      |        |        |        |        |        |        |        |        |        |        |
| Kuglestød                  |        |        |        |        |        |        |        |        |        | K      |        |        | F      |        |        |        |        |        |        |        |
| Diskoskast                 | K      |        |        | F      |        |        |        |        |        |        |        |        |        |        |        |        |        |        |        |        |
| Spydskast                  |        |        |        |        |        |        |        |        |        |        | K      |        |        |        |        |        |        | F      |        |        |
| Hammerskast                |        |        |        |        |        |        | K      |        |        |        |        | F      |        |        |        |        |        |        |        |        |
| Tikamp                     |        |        |        |        |        |        |        |        |        |        | H      | H      | H      | F      |        |        |        |        |        |        |

| Måned →                    | Juli   | Juli   | August | August | August | August | August | August | August | August | August | August | August | August | August | August | August | August | August | August |
| Dato →                     | Fre 31 | Fre 31 | Lør 1  | Lør 1  | Søn 2  | Søn 2  | Man 3  | Man 3  | Tir 4  | Tir 4  | Ons 5  | Ons 5  | Tor 6  | Tor 6  | Fre 7  | Fre 7  | Lør 8  | Lør 8  | Søn 9  | Søn 9  |
| Konkurrence ↓              | F      | A      | F      | A      | F      | A      | F      | A      | F      | A      | F      | A      | F      | A      | F      | A      | F      | A      | F      | A      |
| -------------------------- | ------ | ------ | ------ | ------ | ------ | ------ | ------ | ------ | ------ | ------ | ------ | ------ | ------ | ------ | ------ | ------ | ------ | ------ | ------ | ------ |
| 100 meter løb              | H      |        |        | F      |        |        |        |        |        |        |        |        |        |        |        |        |        |        |        |        |
| 200 meter løb              |        |        |        |        |        |        | H      | ½      |        | F      |        |        |        |        |        |        |        |        |        |        |
| 400 meter løb              |        |        |        |        |        |        |        |        | H      |        |        | ½      |        |        |        | F      |        |        |        |        |
| 800 meter løb              | H      |        |        | ½      |        |        | F      |        |        |        |        |        |        |        |        |        |        |        |        |        |
| 1500 meter løb             |        |        |        |        |        |        | H      |        |        |        |        | ½      |        |        | F      |        |        |        |        |        |
| 5000 meter løb             |        | H      |        |        |        |        |        | F      |        |        |        |        |        |        |        |        |        |        |        |        |
| 10000 meter løb            |        |        |        |        |        |        |        |        |        |        |        |        |        |        |        |        |        | F      |        |        |
| 100 meter hækkeløb         |        |        | K      |        |        | ½      | F      |        |        |        |        |        |        |        |        |        |        |        |        |        |
| 400 meter hækkeløb         |        |        | H      |        |        |        |        | ½      |        |        | F      |        |        |        |        |        |        |        |        |        |
| 3000 meter forhindringsløb |        |        |        |        | H      |        |        |        |        |        |        | F      |        |        |        |        |        |        |        |        |
| 4×100 meter stafetløb      |        |        |        |        |        |        |        |        |        |        |        |        | H      |        |        | F      |        |        |        |        |
| 4×400 meter stafetløb      |        |        |        |        |        |        |        |        |        |        |        |        |        | H      |        |        |        | F      |        |        |
| Maraton                    |        |        |        |        | F      |        |        |        |        |        |        |        |        |        |        |        |        |        |        |        |
| 20 kilometer kapgang       |        |        |        |        |        |        |        |        |        |        |        |        |        |        | F      |        |        |        |        |        |
| Længdespring               |        |        |        |        | K      |        |        |        | F      |        |        |        |        |        |        |        |        |        |        |        |
| Trespring                  |        | K      |        |        |        | F      |        |        |        |        |        |        |        |        |        |        |        |        |        |        |
| Højdespring                |        |        |        |        |        |        |        |        |        |        |        |        | K      |        |        |        |        | F      |        |        |
| Stangspring                |        |        |        |        |        |        | K      |        |        |        |        |        |        | F      |        |        |        |        |        |        |
| Kuglestød                  |        | K      |        |        | F      |        |        |        |        |        |        |        |        |        |        |        |        |        |        |        |
| Diskoskast                 |        |        | K      |        |        |        |        | F      |        |        |        |        |        |        |        |        |        |        |        |        |
| Spydskast                  |        |        |        |        |        |        |        |        | K      |        |        |        |        |        |        | F      |        |        |        |        |
| Hammerskast                |        |        |        |        | K      |        |        |        |        | F      |        |        |        |        |        |        |        |        |        |        |
| Syvkamp                    |        |        |        |        |        |        |        |        |        |        | H      | H      | H      | F      |        |        |        |        |        |        |

## Medaljefordeling

### Herrer
| 100 meter løb               | Marcell Jacobs · Italien | Fred Kerley · USA                                                                                       | Andre De Grasse · Canada                                                      |  |  |  |
| 200 meter løb               | Andre De Grasse · Canada | Kenneth Bednarek · USA                                                                                  | Noah Lyles · USA                                                              |  |  |  |
| 400 meter løb               | Steven Gardiner · Bahamas | Anthony Zambrano · Colombia                                                                             | Kirani James · Grenada                                                        |  |  |  |
| 800 meter løb               | Emmanuel Korir · Kenya | Ferguson Rotich · Kenya                                                                                 | Patryk Dobek · Polen                                                          |  |  |  |
| 1.500 meter løb             | Jakob Ingebrigtsen · Norge | Timothy Cheruiyot · Kenya                                                                               | Josh Kerr · Storbritannien                                                    |  |  |  |
| 5.000 meter løb             | Joshua Cheptegei · Uganda | Mohammed Ahmed · Canada                                                                                 | Paul Chelimo · USA                                                            |  |  |  |
| 10.000 meter løb            | Selemon Barega · Etiopien | Joshua Cheptegei · Uganda                                                                               | Jacob Kiplimo · Uganda                                                        |  |  |  |
|                             | | |                                                                               |  |  |  |
| 110 meter hækkeløb          | Hansle Parchment · Jamaica | Grant Holloway · USA                                                                                    | Ronald Levy · Jamaica                                                         |  |  |  |
| 400 meter hækkeløb          | Karsten Warholm · Norge | Rai Benjamin · USA                                                                                      | Alison dos Santos · Brasilien                                                 |  |  |  |
|                             | | |                                                                               |  |  |  |
| 3.000 meter forhindringsløb | Soufiane El Bakkali · Marokko                                                                                                   | Lamecha Girma · Etiopien                                                                                | Benjamin Kigen · Kenya                                                        |  |  |  |
|                             | | |                                                                               |  |  |  |
| 4×100 meter stafetløb       | Italien (ITA) · Lorenzo Patta · Marcell Jacobs · Fausto Desalu · Filippo Tortu                                                  | Storbritannien (GBR) · Chijindu Ujah · Zharnel Hughes · Richard Kilty · Nethaneel Mitchell-Blake        | Canada (CAN) · Aaron Brown · Jerome Blake · Brendon Rodney · Andre De Grasse  |  |  |  |
| 4×400 meter stafetløb       | USA (USA) · Michael Cherry · Michael Norman · Bryce Deadmon · Rai Benjamin · Vernon Norwood* · Randolph Ross* · Trevor Stewart* | Holland (NED) · Liemarvin Bonevacia · Terrence Agard · Tony van Diepen · Ramsey Angela · Jochem Dobber* | Botswana (BOT) · Isaac Makwala · Baboloki Thebe · Zibane Ngozi · Bayapo Ndori |  |  |  |
|                             | | |                                                                               |  |  |  |
| Maraton                     | Eliud Kipchoge · Kenya | Abdi Nageeye · Holland                                                                                  | Bashir Abdi · Belgien                                                         |  |  |  |
|                             | | |                                                                               |  |  |  |
| 20 kilometer kapgang        | Massimo Stano · Italien | Koki Ikeda · Japan                                                                                      | Toshikazu Yamanishi · Japan                                                   |  |  |  |
| 50 kilometer kapgang        | Dawid Tomala · Polen | Jonathan Hilbert · Tyskland                                                                             | Evan Dunfee · Canada                                                          |  |  |  |
|                             | | |                                                                               |  |  |  |
| Højdespring                 | Gianmarco Tamberi · ItalienMutaz Essa Barshim · Qatar                                                                           | Ikke uddelt på grund af lighed ved guld.                                                                | Maksim Nedasekaw · Hviderusland                                               |  |  |  |
| Stangspring                 | Armand Duplantis · Sverige | Christopher Nilsen · USA                                                                                | Thiago Braz · Brasilien                                                       |  |  |  |
| Længdespring                | Miltiadis Tentoglou · Grækenland                                                                                                | Juan Miguel Echevarría · Cuba                                                                           | Maykel Massó · Cuba                                                           |  |  |  |
| Trespring                   | Pedro Pichardo · Portugal | Zhu Yaming · Kina                                                                                       | Hugues Fabrice Zango · Burkina Faso                                           |  |  |  |
|                             | | |                                                                               |  |  |  |
| Kuglestød                   | Ryan Crouser · USA | Joe Kovacs · USA                                                                                        | Tom Walsh · New Zealand                                                       |  |  |  |
| Diskoskast                  | Daniel Ståhl · Sverige | Simon Pettersson · Sverige                                                                              | Lukas Weißhaidinger · Østrig                                                  |  |  |  |
| Hammerskast                 | Wojciech Nowicki · Polen | Eivind Henriksen · Norge                                                                                | Paweł Fajdek · Polen                                                          |  |  |  |
| Spydskast                   | Neeraj Chopra · Indien | Jakub Vadlejch · Tjekkiet                                                                               | Vítězslav Veselý · Tjekkiet                                                   |  |  |  |
|                             | | |                                                                               |  |  |  |
| Tikamp                      | Damian Warner · Canada | Kevin Mayer · Frankrig                                                                                  | Ashley Moloney · Australien                                                   |  |  |  |

### Damer
| 100 meter løb               | Elaine Thompson Herah · Jamaica OR | Shelly-Ann Fraser-Pryce · Jamaica                                                                                       | Shericka Jackson · Jamaica |  |  |  |
| 200 meter løb               | Elaine Thompson Herah · Jamaica | Christine Mboma · Namibia                                                                                               | Gabrielle Thomas · USA |  |  |  |
| 400 meter løb               | Shaunae Miller-Uibo · Bahamas | Marileidy Paulino · Den Dominikanske Republik                                                                           | Allyson Felix · USA |  |  |  |
| 800 meter løb               | Athing Mu · USA | Keely Hodgkinson · Storbritannien                                                                                       | Raevyn Rogers · USA |  |  |  |
| 1.500 meter løb             | Faith Kipyegon · Kenya | Laura Muir · Storbritannien                                                                                             | Sifan Hassan · Holland |  |  |  |
| 5.000 meter løb             | Sifan Hassan · Holland | Hellen Obiri · Kenya | Gudaf Tsegay · Etiopien |  |  |  |
| 10.000 meter løb            | Sifan Hassan · Holland | Kalkidan Gezahegne · Bahrain                                                                                            | Letesenbet Gidey · Etiopien                                                                                                   |  |  |  |
|                             | | | |  |  |  |
| 100 meter hækkeløb          | Jasmine Camacho-Quinn · Puerto Rico | Kendra Harrison · USA                                                                                                   | Megan Tapper · Jamaica |  |  |  |
| 400 meter hækkeløb          | Sydney McLaughlin · USA | Dalilah Muhammad · USA                                                                                                  | Femke Bol · Holland |  |  |  |
|                             | | | |  |  |  |
| 3.000 meter forhindringsløb | Peruth Chemutai · Uganda | Courtney Frerichs · USA                                                                                                 | Hyvin Kiyeng · Kenya |  |  |  |
|                             | | | |  |  |  |
| 4×100 meter stafetløb       | Jamaica · Briana Williams · Elaine Thompson-Herah · Shelly-Ann Fraser-Pryce · Shericka Jackson · Natasha Morrison* · Remona Burchell*        | USA · Javianne Oliver · Teahna Daniels · Jenna Prandini · Gabrielle Thomas · English Gardner* · Aleia Hobbs*            | Storbritannien · Asha Philip · Imani Lansiquot · Dina Asher-Smith · Daryll Neita                                              |  |  |  |
| 4×400 meter stafetløb       | USA · Sydney McLaughlin · Allyson Felix · Dalilah Muhammad · Athing Mu · Kendall Ellis* · Lynna Irby* · Wadeline Jonathas* · Kaylin Whitney* | Polen · Natalia Kaczmarek · Iga Baumgart-Witan · Małgorzata Hołub-Kowalik · Justyna Święty-Ersetic · Anna Kiełbasińska* | Jamaica · Roneisha McGregor · Janieve Russell · Shericka Jackson · Candice McLeod · Junelle Bromfield* · Stacey-Ann Williams* |  |  |  |
|                             | | | |  |  |  |
| Maraton                     | Peres Jepchirchir · Kenya | Brigid Kosgei · Kenya                                                                                                   | Molly Seidel · USA |  |  |  |
|                             | | | |  |  |  |
| 20 kilometer kapgang        | Antonella Palmisano · Italien | Sandra Arenas · Colombia                                                                                                | Liu Hong · Kina |  |  |  |
|                             | | | |  |  |  |
| Højdespring                 | Mariya Lasitskene · Ruslands Olympiske Komité                                                                                                | Nicola McDermott · Australien                                                                                           | Yaroslava Mahuchikh · Ukraine                                                                                                 |  |  |  |
| Stangspring                 | Katie Nageotte · USA | Anzhelika Sidorova · Ruslands Olympiske Komité                                                                          | Holly Bradshaw · Storbritannien                                                                                               |  |  |  |
| Længdespring                | Malaika Mihambo · Tyskland | Brittney Reese · USA | Ese Brume · Nigeria |  |  |  |
| Trespring                   | Yulimar Rojas · Venezuela | Patrícia Mamona · Portugal                                                                                              | Ana Peleteiro · Spanien |  |  |  |
|                             | | | |  |  |  |
| Kuglestød                   | Gong Lijiao · Kina | Raven Saunders · USA | Valerie Adams · New Zealand                                                                                                   |  |  |  |
| Diskoskast                  | Valarie Allman · USA | Kristin Pudenz · Tyskland                                                                                               | Yaime Pérez · Cuba |  |  |  |
| Hammerskast                 | Anita Włodarczyk · Polen | Wang Zheng · Kina | Malwina Kopron · Polen |  |  |  |
| Spydskast                   | Liu Shiying · Kina | Maria Andrejczyk · Polen                                                                                                | Kelsey-Lee Barber · Australien                                                                                                |  |  |  |
|                             | | | |  |  |  |
| Syvkamp                     | Nafissatou Thiam · Belgien | Anouk Vetter · Holland                                                                                                  | Emma Oosterwegel · Holland |  |  |  |

* Indikerer at atleten kun deltog i de indledende heats og modtog medaljer.

### Mixed
| Event                 | Guld | Sølv | Bronze |
| --------------------- | --- | --- | --- |
| 4×400 meter stafetløb | Polen (POL) · Kajetan Duszyński · Natalia Kaczmarek · Justyna Święty-Ersetic · Karol Zalewski · Dariusz Kowaluk* · Iga Baumgart* · Małgorzata Hołub-Kowalik* | Den Dominikanske Republik (DOM) · Lidio Andrés Felíz · Marileidy Paulino · Anabel Medina · Alexander Ogando · Luguelín Santos* | USA (USA) · Kendall Ellis · Vernon Norwood · Trevor Stewart · Kaylin Whitney · Elija Godwin* · Lynna Irby* · Taylor Manson* · Bryce Deadmon* |

* Angiver, at atleten kun konkurrerede i de indledende heats og modtog medaljer.

### Medaljefordeling
Nøgle
  *   Værtsnation ( Japan)
| Rank            | NOC                       | Guld | Sølv | Bronze | Total |
| --------------- | ------------------------- | ---- | ---- | ------ | ----- |
| 1               | USA                       | 7    | 12   | 7      | 26    |
| 2               | Italien                   | 5    | 0    | 0      | 5     |
| 3               | Kenya                     | 4    | 4    | 2      | 10    |
| 4               | Polen                     | 4    | 2    | 3      | 9     |
| 5               | Jamaica                   | 4    | 1    | 4      | 9     |
| 6               | Holland                   | 2    | 3    | 3      | 8     |
| 7               | Kina                      | 2    | 2    | 1      | 5     |
| 8               | Canada                    | 2    | 1    | 3      | 6     |
| 9               | Uganda                    | 2    | 1    | 1      | 4     |
| 10              | Norge                     | 2    | 1    | 0      | 3     |
| 10              | Sverige                   | 2    | 1    | 0      | 3     |
| 12              | Bahamas                   | 2    | 0    | 0      | 2     |
| 13              | Tyskland                  | 1    | 2    | 0      | 3     |
| 14              | Etiopien                  | 1    | 1    | 2      | 4     |
| 15              | Portugal                  | 1    | 1    | 0      | 2     |
| 15              | Ruslands Olympiske Komité | 1    | 1    | 0      | 2     |
| 17              | Belgien                   | 1    | 0    | 1      | 2     |
| 18              | Puerto Rico               | 1    | 0    | 0      | 1     |
| 18              | Indien                    | 1    | 0    | 0      | 1     |
| 18              | Venezuela                 | 1    | 0    | 0      | 1     |
| 18              | Grækenland                | 1    | 0    | 0      | 1     |
| 18              | Marokko                   | 1    | 0    | 0      | 1     |
| 18              | Qatar                     | 1    | 0    | 0      | 1     |
| 24              | Storbritannien            | 0    | 3    | 3      | 6     |
| 25              | Colombia                  | 0    | 2    | 0      | 2     |
| 25              | Den Dominikanske Republik | 0    | 2    | 0      | 2     |
| 27              | Australien                | 0    | 1    | 2      | 3     |
| 27              | Cuba                      | 0    | 1    | 2      | 3     |
| 29              | Tjekkiet                  | 0    | 1    | 1      | 2     |
| 29              | Japan*                    | 0    | 1    | 1      | 2     |
| 31              | Namibia                   | 0    | 1    | 0      | 1     |
| 31              | Bahrain                   | 0    | 1    | 0      | 1     |
| 31              | Frankrig                  | 0    | 1    | 0      | 1     |
| 34              | Brasilien                 | 0    | 0    | 2      | 2     |
| 34              | New Zealand               | 0    | 0    | 2      | 2     |
| 36              | Nigeria                   | 0    | 0    | 1      | 1     |
| 36              | Hviderusland              | 0    | 0    | 1      | 1     |
| 36              | Ukraine                   | 0    | 0    | 1      | 1     |
| 36              | Botswana                  | 0    | 0    | 1      | 1     |
| 36              | Burkina Faso              | 0    | 0    | 1      | 1     |
| 36              | Spanien                   | 0    | 0    | 1      | 1     |
| 36              | Grenada                   | 0    | 0    | 1      | 1     |
| 36              | Østrig                    | 0    | 0    | 1      | 1     |
| Total (43 NOCs) | Total (43 NOCs)           | 49   | 47   | 48     | 144   |